# Đặng Đình Quý
Đặng Đình Quý (sinh ngày 12 tháng 9 năm 1961 tại Nam Định) là nhà ngoại giao Việt Nam. Ông nguyên là Giám đốc Học viện Ngoại giao, Thứ trưởng Bộ Ngoại giao, Trưởng Phái đoàn đại diện thường trực Việt Nam tại Liên Hợp Quốc.

## Học vấn
- Cử nhân Đại học Ngoại giao (nay là Học viện Ngoại giao Việt Nam) (1983-1988).
- Thạc sĩ Nghiên cứu phát triển tại Đại học Carleton, Canada (1996-1998).
- Tiến sĩ Sử học, Học viện Khoa học Xã hội, Hà Nội, Việt Nam (2011-2013).

## Quá trình công tác
- Ông vào Bộ Ngoại giao năm 1991 và làm việc tại vụ Tây Á châu Phi, Bộ Ngoại giao.
- Năm 1994 - 1995, ông được cử đi học về Chính sách phát triển tại Nhật Bản.
- Sau khi hoàn thành khóa học, ông tiếp tục trở lại công tác tại vụ Tây Á châu Phi, Bộ Ngoại giao.
- Năm 1996 - 1998, ông được cử đi học Thạc sĩ về nghiên cứu phát triển tại Canada.
- Sau khi kết thúc khóa học, ông được phân công công tác tại Vụ Tổng hợp Kinh tế, Bộ Ngoại giao,
- Năm 2002, ông được bổ nhiệm làm Phó Vụ trưởng vụ Chính sách đối ngoại, Bộ Ngoại giao.
- 2003 - 2007: ông được cử làm Tham tán, rồi Tham tán Công sứ tại Đại sứ quán Việt Nam tại Hoa kỳ.
- 2007: sau khi kết thúc nhiệm kỳ tại Hoa Kỳ, ông được cử làm Phó Giám đốc Học viện Quan hệ Quốc tế (nay là Học viện Ngoại giao), Bộ Ngoại giao.
- 2008 – 2009, ông giữ chức Phó Giám đốc, kiêm Viện trưởng Viện Nghiên cứu Chiến lược, Phó Tổng biên tập Tạp chí Nghiên cứu quốc tế, Học viện Ngoại giao, Bộ Ngoại giao.
- Năm 2011, ông được cử giữ chức Giám đốc Học viện Ngoại giao, Bộ Ngoại giao; kiêm Viện trưởng Viện Biển Đông từ năm 2012.
- Ngày 08/1/2016, ông được bổ nhiệm làm Thứ trưởng Bộ Ngoại giao.
- Ngày 25/12/2017, tại Nghị quyết 463, ông được Ủy ban Thường vụ Quốc hội phê chuẩn đề nghị của Thủ tướng bổ nhiệm Đại sứ Đặc mệnh toàn quyền, Trưởng phái đoàn Đại diện thường trực tại Liên Hợp Quốc.
- Ngày 5/7/2018, ông bắt đầu nhiệm kỳ công tác tại Liên Hợp Quốc.
- Ngày 12/7/2018, ông trình Ủy nhiệm thư của Chủ tịch nước Cộng hòa xã hội chủ nghĩa Việt Nam lên Tổng Thư ký Liên Hợp Quốc.
- Tháng 1 năm 2020 và tháng 4 năm 2021, ông làm Chủ tịch luân phiên của Hội đồng Bảo an Liên Hợp Quốc.
- Tháng 1 năm 2022, ông kết thúc nhiệm kỳ làm Trưởng Phái đoàn đại diện thường trực Việt Nam tại Liên Hợp Quốc.

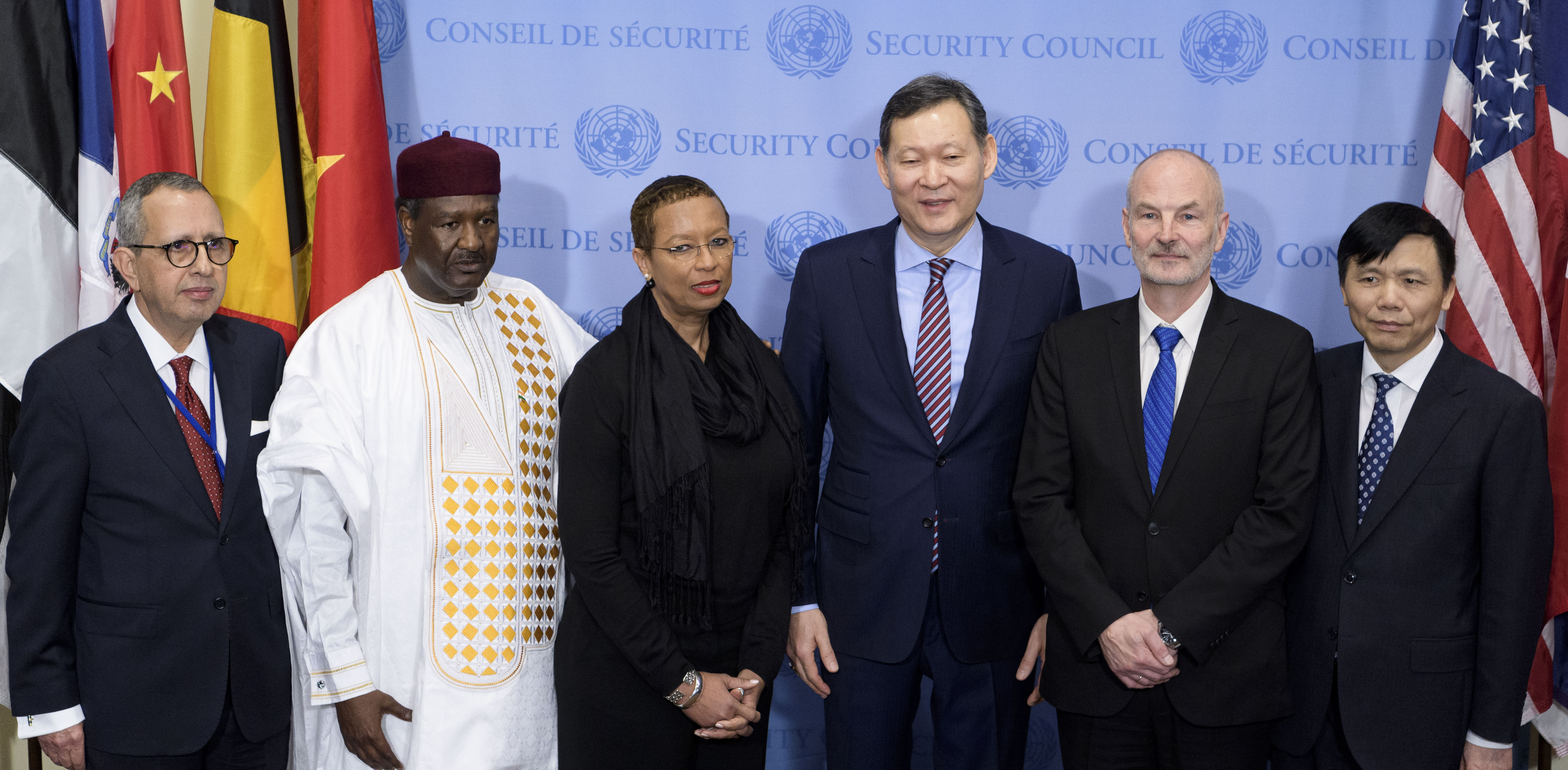
Đặng Đình Quý (mép phải) ở Trụ sở Liên hợp quốc, 2020